# Tricyphona phaeostigma
Tricyphona (Tricyphona) phaeostigma là một loài ruồi trong họ Pediciidae. Chúng phân bố ở vùng Tân nhiệt đới.